# La Gravelle
La Gravelle ist eine französische Gemeinde mit 570 Einwohnern (Stand: 1. Januar 2022) im Département Mayenne in der Region Pays de la Loire. Sie gehört zum Arrondissement Laval und zum Kanton Loiron-Ruillé. Die Einwohner werden Gravelais und Gravelaises genannt.

## Geographie
La Gravelle liegt etwa 20 Kilometer westlich von Laval. Umgeben wird La Gravelle von den Nachbargemeinden Saint-Pierre-la-Cour im Norden, La Brûlatte im Nordosten und Osten, Loiron-Ruillé im Osten und Südosten, Saint-Cyr-le-Gravelais im Süden, Le Pertre im Südwesten und Westen sowie Bréal-sous-Vitré im Westen und Nordwesten.
Im Gemeindegebiet von La Gravelle geht die Route nationale 157 in die Autoroute A81 über.

## Bevölkerungsentwicklung
| Jahr                       | 1962 | 1968 | 1975 | 1982 | 1990 | 1999 | 2006 | 2019 |
| Einwohner                  | 440  | 393  | 365  | 404  | 477  | 548  | 536  | 563  |
| Quellen: Cassini und INSEE |      |      |      |      |      |      |      |      |

## Sehenswürdigkeiten
- Kirche Saint-Jacques-le-Majeur
- Burgruine von La Gravelle, 1429 abgebrannt

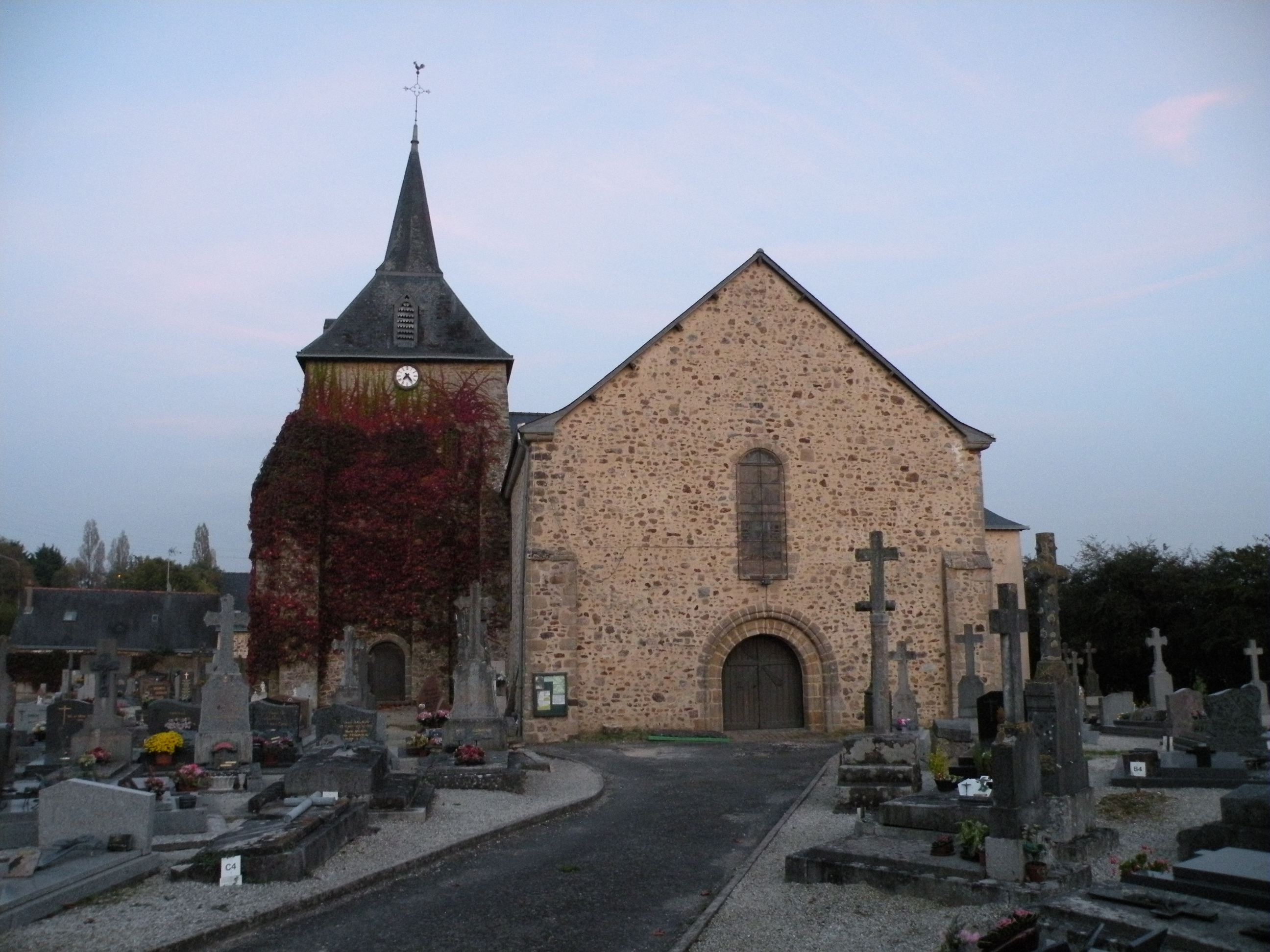
Kirche Saint-Jacques-le-Majeur

- Gutshof L’Écluseau